# J’accuse…!

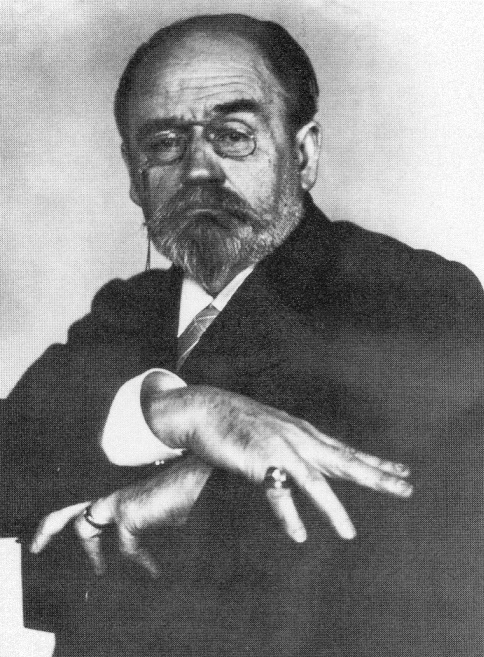
En marzo de 1898, Émile Zola es fotografiado por Félix Nadar en la actitud que personifica la conclusión de «¡Yo Acuso…!»: «Yo espero».

J’accuse…! (literalmente en francés «¡Yo acuso...!») es el título de una célebre carta abierta escrita por Émile Zola en el marco del caso Dreyfus publicada en el periódico L'Aurore n.º 87 del 13 de enero de 1898, y dirigida al presidente de la República Francesa, Félix Faure.
En 1894, Alfred Dreyfus, oficial de Estado Mayor francés de origen alsaciano y fe judía, acusado injustamente de haber entregado documentos a Alemania, fue condenado a cadena perpetua y enviado a la isla del Diablo, en la Guayana Francesa. Su familia organizó su defensa y en noviembre de 1897 fue identificado el verdadero traidor, el mayor Walsin Esterhazy, reconocido por el teniente coronel Georges Picquart, jefe del servicio de inteligencia militar. Sin embargo, Picquart fue destituido por el Estado Mayor, maniobra destinada a impedir cualquier reanudación judicial del caso. A pesar de todo, el creciente apoyo a Dreyfus obligó al estado mayor del ejército a llevar al mayor Esterhazy ante un consejo de guerra; fue absuelto por unanimidad el 11 de enero de 1898.
Este veredicto escandaloso empuja a Émile Zola a intervenir enérgicamente exponiéndose personalmente a ser procesado ante un tribunal de primera instancia civil y no militar. Al formular acusaciones en la prensa contra diez actores del caso, entre ellos el ministro de la Guerra y el jefe del Estado Mayor del Ejército, el novelista se sabe sometido a la ley del 29 de julio de 1881 sobre la libertad de prensa, que él mismo escribe al final de su texto.
Zola compareció en febrero de 1898. Aunque el presidente del tribunal le prohibió hablar sobre el caso Dreyfus, más de cien testigos consiguieron hablar. Zola fue condenado a la pena máxima y exiliado a Londres. No obstante, el juicio sacó a la luz los defectos de la acusación contra Alfred Dreyfus, lo que dio lugar a la revisión de su caso unos meses más tarde (el juicio de Rennes en 1899, seguido de su indulto inmediato y su rehabilitación por el Tribunal de Casación en 1906).
El artículo de Émile Zola «¡Yo acuso…!» es, por tanto, por su compromiso y por los resultados obtenidos, el símbolo del poder de la prensa al servicio de la defensa de un hombre y de la verdad.

## Circunstancias

### Émile Zola en 1898
En 1898, Émile Zola era un escritor en la cima de su fama. Aunque nunca fue elegido miembro de la Academia Francesa, fue condecorado con la Legión de Honor y fue presidente de la Sociedad de Gente de Letras. Habiendo completado ya su ciclo novelesco de Los Rougon-Macquart en veinte volúmenes, termina en este momento un tríptico, Las Tres Ciudades. Está a punto de empezar otro, Los Cuatro Evangelios. Está libre de necesidades, e incluso a la cabeza de una pequeña fortuna, tras décadas de vacas flacas. No tiene nada que demostrar ni que ganar en este nuevo compromiso.
Reconocido sobre todo como novelista, Zola comenzó sin embargo su carrera como hombre de letras en la prensa, cuyo creciente poder comprendió. Como periodista que había trabajado en muchas secciones de periódicos, incluidas las de sucesos, dominaba la escritura orientada a la eficacia. Sobre todo, su elocuencia le convirtió en uno de los editorialistas más respetados y temidos de la prensa parisina.
También se hizo un nombre durante mucho tiempo como crítico de arte, criticando o alabando los nuevos movimientos pictóricos y los antiguos. Destaca su paso por el Figaro, diario que abandonó oficialmente el 22 de septiembre de 1881, en un artículo de portada, «Adiós», para dedicarse por entero a Los Rougon-Macquart.

## El caso Dreyfus hasta enero de 1898
El caso Dreyfus comienza durante el otoño de 1894 sobre la base de una carta llamada «bordereau». Esta carta demuestra que se organizan huidas desde la Embajada de Alemania en París. Como consecuencia Alfred Dreyfus es declarado culpable y condenado a cadena perpetua pues su caligrafía es idéntica a la de la carta. A pesar de que el acusado alegó su inocencia y de que no existían pruebas contundentes en su contra, el Consejo de Guerra lo declara unánimemente culpable. A esta unanimidad, y casi a manera de consecuencia, se le une la aceptación casi total por parte de la opinión pública francesa, de manera que Dreyfus es visto y señalado culpable en un acuerdo social que le valió la degradación de su título militar y la expatriación, enviándolo a la Isla del Diablo en la Guyana Francesa.
La familia de Dreyfus nunca aceptó las condiciones en las que se lo juzgó. Mathieu Dreyfus, su hermano, y Lucie Dreyfus, su esposa deciden investigar a fondo por sus propios medios y la información que encuentran da esperanza a la familia para apelar. Por su parte, Georges Picquart, nuevo jefe de servicios secretos, declara durante el verano de 1896 que el autor de la carta de espionaje no es Alfred Dreyfus sino Ferdinand Walsin Esterhazy, comandante de infantería. Convencido de sus declaraciones, el teniente coronel Picquart pone sobre aviso a sus superiores. Pero estos rehúsan reconocer públicamente el error e insisten en mantener las cosas tal cual se encuentran. Frente a la insistencia de Picquart, el lugarteniente es transferido a África del Norte y viéndose objeto de múltiples elucubraciones maquinadas por su antiguo subordinado, el comandante Henry, Picquart confía sus secretos a su amigo y abogado Louis Leblois. Este, contrariado por la injusticia cometida contra el capitán Dreyfus, apela al vicepresidente del Senado francés, Auguste Scheurer-Kestner, pero deciden guardar el secreto por falta de pruebas.

## La carta abierta

### L’Aurore

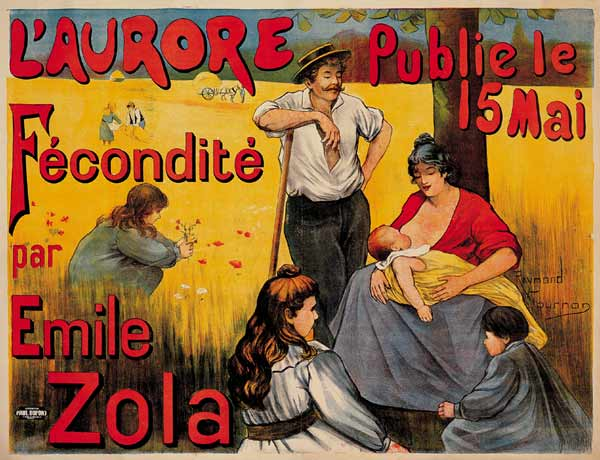
Raymond Tournon, afiche creado para la publicación de Fecundidad en forma de folleto por La Aurora

El apoyo que Émile Zola necesitaba para su texto lo encontró en un joven diario militante, un periódico llamado La Aurora, que en ese tiempo se trataba de una publicación matutina recién creada a finales del mes de octubre de 1897 y que consistía en una sola página. Por lo tanto, el diario no tiene más de tres meses de existencia en el momento de la publicación del artículo de Zola. El jueves 13 de enero, sale a la luz la edición n.° 87. Su fundador y director, es Ernest Vaughan, con una influencia muy fuerte de Proudhon, y relacionado con La Internacional. Colaborador de múltiples diarios, fue gerente de L'Intransigeant (EL Intransigente) en 1881, que debió abandonar a raíz de un altercado con su cuñado, Henri Rochefort en 1888. Después de crear L'Aurore en 1897, dará por terminada su carrera en 1903.

### Un título estruendoso, «un grito por la calle»

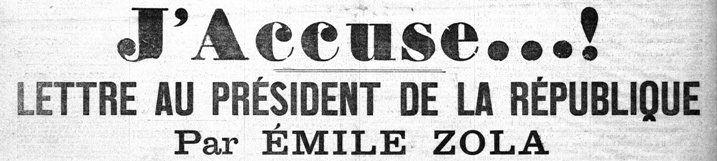
Un título ideado para generar un impacto a primera vista.

Habiendo establecido contactos con Clemenceau a principios de 1898, Emile Zola se encuentra con Ernest Vaughan, editor de La Aurora (L’Aurore) la mañana del 12 de enero para conversar sobre su artículo titulado “Carta al Sr. Félix Faure, Presidente de la República” (Lettre à M. Félix Faure Président de la République).
Después del mediodía, Zola se presenta en las oficinas del diario y lee su artículo para la directiva de la editorial. Clemenceau discrepa. La Aurora defiende, en efecto, una visión sobre todo jurídica del caso de Dreyfus. La inocencia de Dreyfus debe ser probada en un nuevo proceso, no en un diario; pero es el editor quien se inclina ante las cualidades innegables del texto, exclamando: “¡Es obvio que este asunto es de grandes proporciones!”
El título del artículo no logra convencer del todo al equipo de redacción. La razón radicaba en una situación de compromiso para el escritor y para la editorial. Este título fue escogido por Zola de la misma manera que sus publicaciones precedentes como “Carta a la Juventud” (Lettre à la jeunesse), pero luego el problema inicial de represalias es reemplazado por una simple cuestión de publicidad. El título seleccionado por el autor en un primer momento no convencía a Georges Clemenceau ni a Ernest Vaughan, pues según las palabras de este último, lo que deseaban era «…hacer un gran titular y llamar la atención del público». Entonces, a la postre, es la decisión de publicarlo en un diario matutino lo que realmente los comprometió.
Dada la situación, la primera plana del diario debía ser claramente visible desde lejos y tener un título para que los voceadores lo gritaran en las calles. Además, la intención era la de responder a la prensa vespertina, llamada la «prensa inmunda», orientada sobre las crónicas, contraria al oficial Dreyfus y acostumbrada al uso de caracteres gruesos en los titulares a manera de «marca de fábrica». Zola se levanta contra este estilo de prensa, y utilizando uno de sus artificios, se dirige a los lectores con un título contundente.
Por lo tanto, era obvio que el título inicialmente escogido por Zola era inadecuado debido a su longitud, pues al fin de este siglo, sin medios audiovisuales, la información está ahí fuera, en la calle y para informarse hay que ir al menos a las grandes ciudades a escuchar a los voceadores que gritan los titulares. Así, entre Vaughan y Clemenceau seleccionan un título a manera de grito: ¡Yo acuso…! (J’accuse…!), título que va a arrasar con la primera plana del diario de la mañana del día siguiente.

### Un artículo mordaz y deliberadamente difamatorio

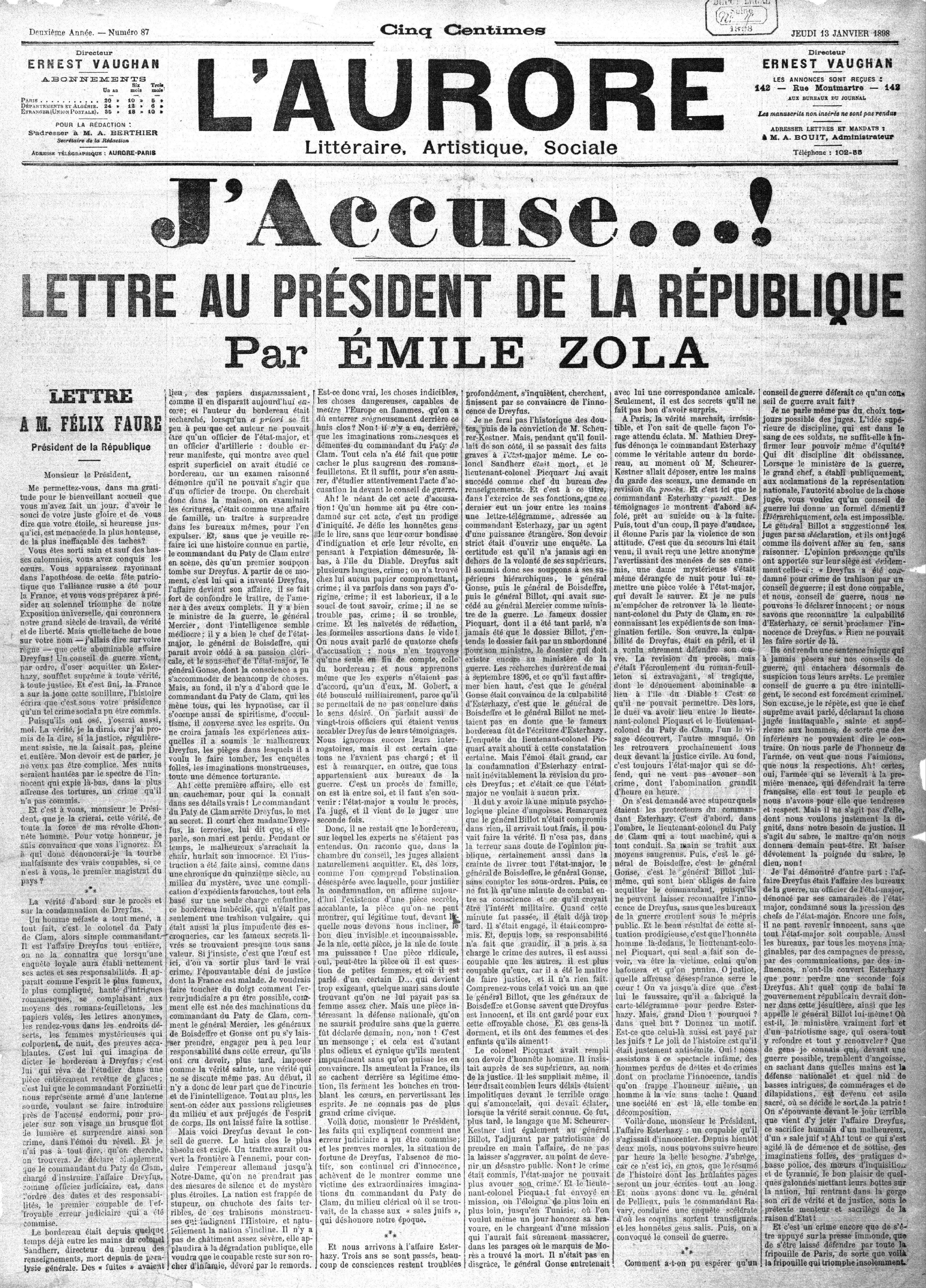
«J'accuse...!» en la primera plana de La Aurora.

Si ”J’accuse…!“ dejó una impresión duradera en los lectores, se debe a que aportó un cierto número de novedades que nunca se vieron en los diarios antes de su publicación.

#### Un plan simple
Para su artículo, Zola opta por un plan simple. El objetivo del escritor es hacer comprender el embrollo del caso Dreyfus de la manera más clara posible. Zola explica primero, en su introducción, las causas iniciales del error judicial al que califica como implacable e inhumano. De esa manera justifica su mensaje en forma de una carta abierta al Presidente de la República. En la primera parte, Zola hace regresiones que llevan al lector a tres años atrás, al otoño de 1894, asistiendo a diferentes procesos judiciales en contra de Alfred Dreyfus, desde su arresto hasta su condena. En la segunda parte, el escritor explica cómo se dieron las condiciones del descubrimiento del verdadero culpable, Ferdinand Esterházy. La tercera parte hace referencia a la colusión en los poderes públicos a fin de proteger al verdadero traidor absolviéndolo frente al Consejo de Guerra del 11 de enero. De esa forma, un doble delito se consuma: la condena de un inocente y la absolución de un culpable. A Zola, le queda concluir citando los cargos nominativos de las personas que él considera como responsables del delito, en una letanía que parte de la frase «¡Yo acuso!».

#### Una forma eficaz
La forma empleada por Zola es totalmente directa, desde el punto de vista de su redacción revolucionaria para expresar su descontento. El artículo es bastante largo, con casi 4570 palabras, ejecutadas en no menos de 8 columnas, ocupando la totalidad de la primera página de La Aurora.

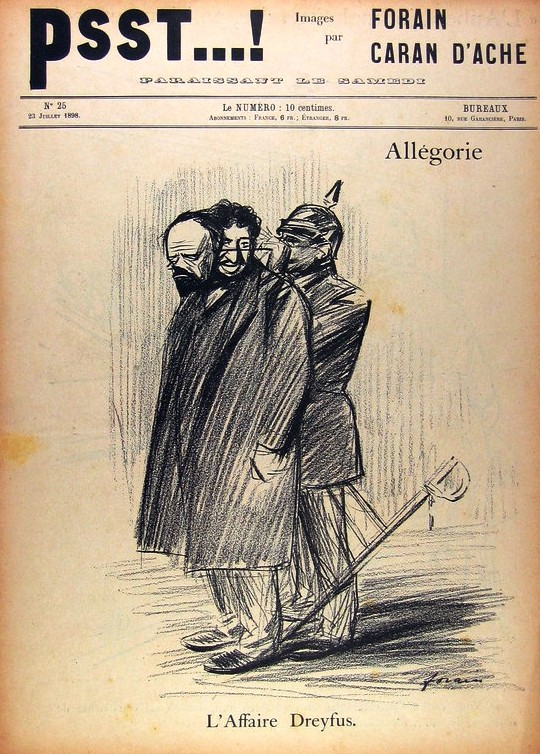
En reacción a «J'accuse…!», «Psst…!» le hace una parodia al famoso titular de La Aurora.

Es una novedad en la prensa de opinión, acostumbrada a ser muy moderada en la forma, donde los editoriales sobrepasan muy rara vez dos columnas en primera página. Además, la mayoría de estos diarios, en esa época, no publicaban más que cuatro páginas; «J’accuse…!» ocupa casi un tercio de la superficie útil de la edición del 13 de enero de 1898. El título se forma de una sola palabra con dos sílabas. La tipografía fue particularmente cuidadosa; las dos mayúsculas iniciales y los tres puntos suspensivos seguidos de un signo de exclamación dan fuerza al aspecto dramático de la proclamación. Este dispositivo tipográfico, un poco olvidado actualmente, significó una referencia de impresión, al punto que, en reacción, la oposición a Dreyfus publica un periódico antisemita cuyo título rezaba «Psst…!», una interjección que, tomando los artificios tipográficos de «J’accuse…!», intentó remarcar el menosprecio en la réplica.

#### Los antecedentes: entre la acusación y la defensa

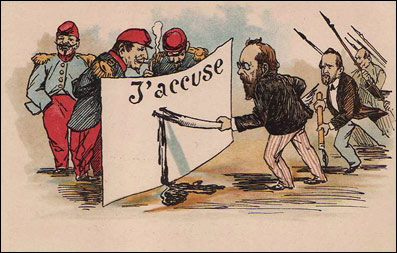
Imagen caricaturizando a Zola después de la publicación de su artículo.

La historiografía ha enfatizado la ruptura encarnada por « J'accuse!», contrastando significativamente con cualquier trabajo anterior periodístico de Emile Zola.
«J'accuse...» es una sorpresa para sus contemporáneos que ven este tipo de contundencia, un compromiso claro, de manera inequívoca pero también como la exposición al peligro de la pluma de un escritor muy ordenado, tranquilo y estimado. Zola anuncia al principio la inocencia de Dreyfus:
«Mi deber es hablar, no quiero ser cómplice. Mis noches serían atormentadas por el espectro del inocente que expía allí, en la tortura más horrible, un crimen que no cometió.»
Pero al hacerlo, invierte los papeles, y asume el de un abogado, tomando el atuendo de la Fiscalía. Muy agresivo, el texto pretende ser un ataque contra distintos actores del caso: los generales, los oficiales responsables del error involuntario de la justicia que llevó a juicio y a la condena, los peritos calígrafos, y los civiles expertos, culpables de «informes fraudulentos y falsos».
También cuestiona a las oficinas del ejército responsables de una campaña de desprestigio, y los dos consejos de guerra, «uno de los cuales condenó a Dreyfus sobre la base de un documento que debía mantenerse en secreto, mientras que en el segundo fue absuelto alguien que era a sabiendas culpable» El artículo termina con la célebre letanía, que ofrece al público los nombres de los culpables de la condena.
Para sus contemporáneos, el gran interés del artículo de Zola se encuentra en el resumen consolidado de los diferentes eventos que constituyen los primeros cuatro años del caso Dreyfus, a los que el lector tiene acceso por primera vez. Zola les cuenta la historia completa. En efecto, debe ponerse en el lugar del lector del caso Dreyfus que lee, poco a poco, el desarrollo de este complejo drama. El escritor por lo tanto, llama a la "verificación de la realidad" mediante la entrega de una narrativa completa, basada en la documentación disponible para él en ese momento.
Pero Zola y los que le suministran información también han cometido errores, simplemente porque no sabían en ese momento parte de los hechos y circunstancias. Por ejemplo, Zola, limita la responsabilidad del Ministro de Guerra de la época, el general Auguste Mercier, exagerando el papel de Du Paty de Clam e ignorando completamente al comandante Henry, un personaje clave del caso Dreyfus. "¡Yo acuso...!", sin embargo, no es un texto histórico en sus detalles, pero de alguna manera es la propia confesión del autor, un punto de inflexión en el caso Dreyfus. Se trata de un texto político.
Zola sabe a lo que se expone y advierte al lector de antemano. En efecto, viola los artículos 30 y 31 de la Ley de prensa de 29 de julio de 1881, lo que hará que sea acusado de calumnia pública. De hecho, no tiene ninguna evidencia para apoyar sus acusaciones. Según la ley, se trata de un delito penal, dando lugar a una deliberación en un jurado. La esperanza de Zola es que los jueces puedan tomar una decisión independiente del poder militar.

## Las consecuencias de la publicación de «J’accuse…!»

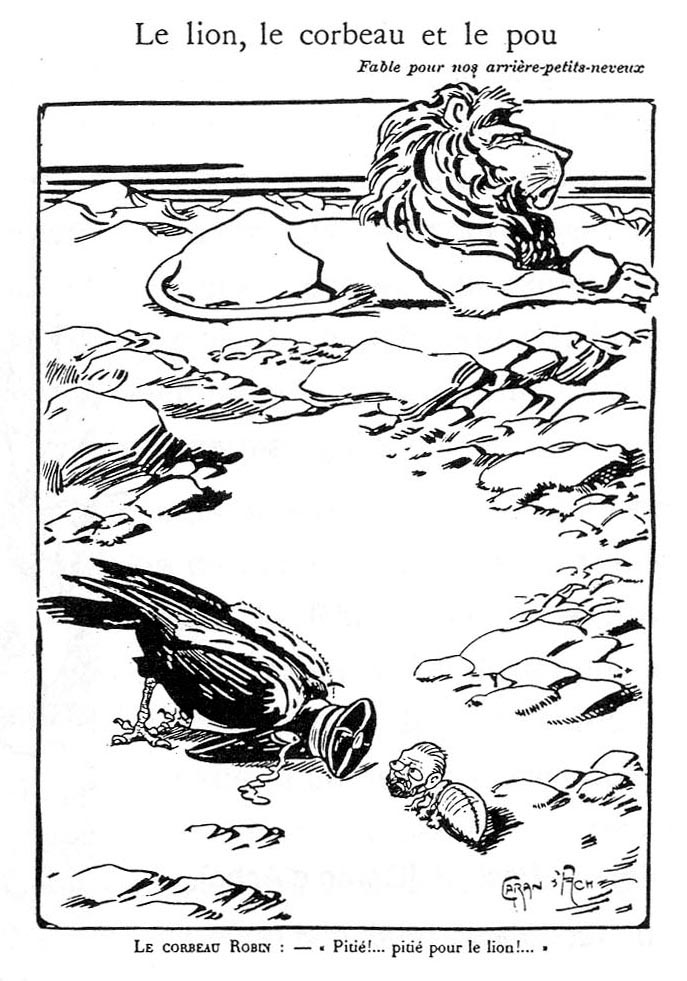
El León, el Cuervo y el Piojo, caricatura anti-dreyfus de Caran d'Ache.

Contrariamente a la creencia popular de que el artículo de Zola recibió una respuesta muy positiva por parte de sus lectores, Zola se enfrenta a una hostilidad casi universal desde el primer día de su publicación.
Ya sea en los círculos políticos, artísticos y literarios, académicos, periodísticos o militares, los ataques directos contra el gobierno y el Ejército escandalizaron a sus contemporáneos. Sólo una minoría estaba de acuerdo con el escritor.
La segunda parte del «affaire Dreyfus» acababa de empezar. El caso Dreyfus se convierte en el «l'Affaire» a secas, es decir, ya no es un tema sencillo en torno a la cuestión de la justicia, sino una verdadera confrontación política y social.

### Reviviendo el caso Dreyfus
La primera consecuencia de «J’accuse…!» es que el caso Dreyfus revivió. Dreyfus había sido juzgado dos veces, primero en 1894 e indirectamente durante el juicio Esterházy que finalizó en enero de 1898, y Jules Méline el presidente del Consejo, había afirmado que no había nada más que hacer en el caso de Dreyfus.
En respuesta, el escritor publica ese mismo mes "J'accuse...!" exponiéndose a demandas civiles para extraer el caso Dreyfus de las manos de los militares. A partir de ese momento, la cadena de acontecimientos provocará el derrumbe de la pantalla creada por los militares, lo que lleva a un nuevo juicio menos de un año después del artículo escrito por el novelista.

#### Sorpresa y manifestación de partidarios de Dreyfus
La emoción y la sorpresa en torno a las acusaciones hechas por Zola son tan fuertes, que traen una explosión a medio plazo en la opinión pública. El círculo de los iniciados acerca de las verdaderas intenciones de Emile Zola era muy pequeño. Mathieu Dreyfus, hermano del condenado, descubrió el folleto en la mañana del 13 de enero. Él sabía que habría una intervención inminente de Zola, pero la descubre admirado pues, "no esperaba que fuese demasiado enérgica".
Scheurer-Kestner y Clemenceau son más reticentes, incluso hostiles en relación con el vicepresidente del Senado, diciendo que es arriesgado participar como jurado de la Audiencia. Pero, en general, los partidarios de Dreyfus, muy afectados por la absolución de Esterhazy, y pasado el momento de sorpresa, fueron alentados por la poderosa intervención del escritor. Por lo tanto, el debate se reavivaba, y se extendía por una nueva fase judicial, esta vez en un Tribunal Civil, impuesto sobre los poderes públicos por un escritor-periodista.

#### El miedo y furor anti-Dreyfus

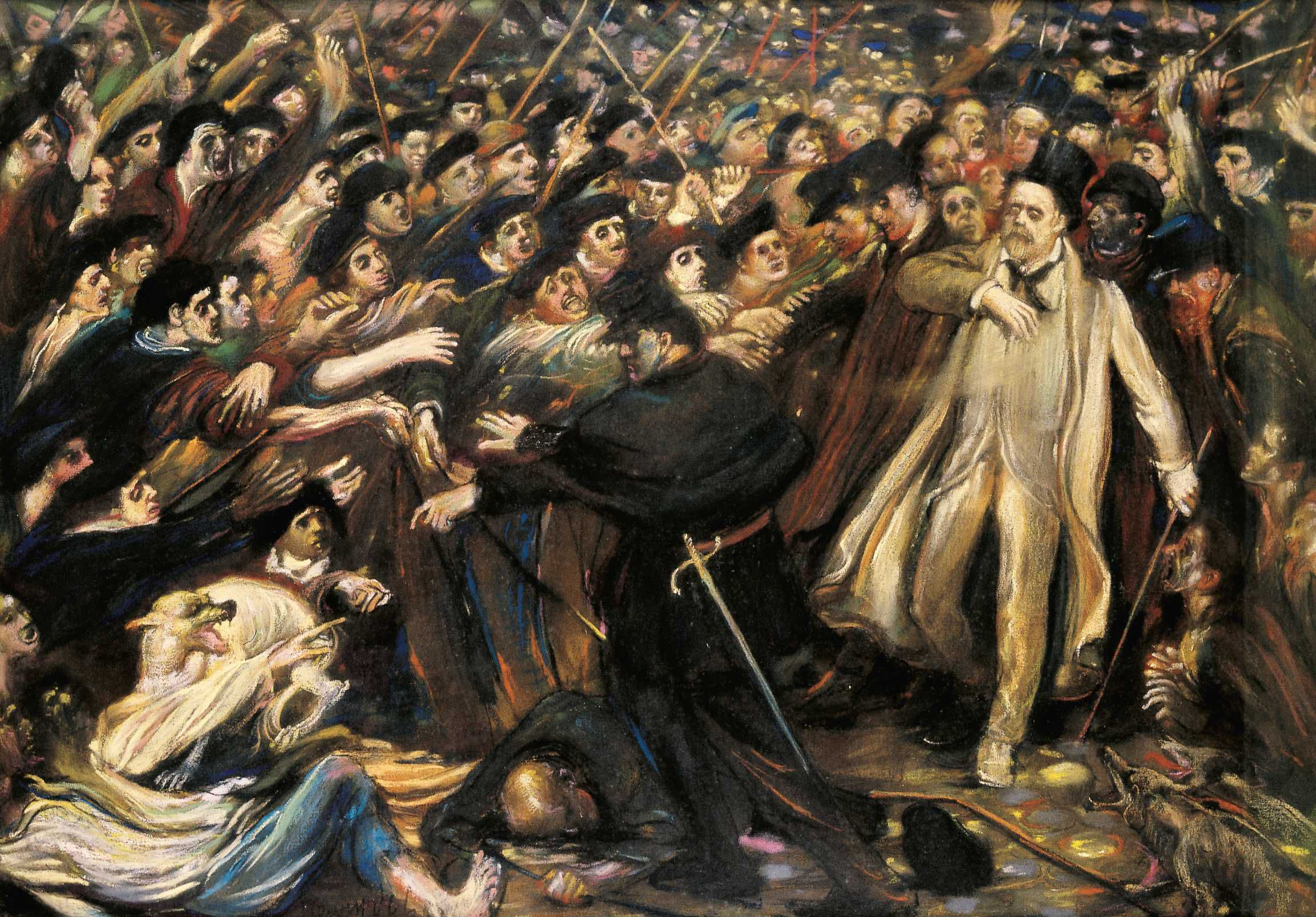
Zola ultrajado, óleo sobre tabla de Henry de Groux (1898), mostrando al escritor saliendo del Tribunal, haciéndose eco de un tema clásico: Cristo ultrajado.

En el bando anti-Dreyfus, hay asombro mezclado con furia vengativa. Columnistas como el nacionalista y antisemita Judet, Rochefort o Drumont, inmediatamente comprenden la importancia del compromiso del escritor, en su poder y determinación. En Drumont, en su La Palabra Libre, no hay siquiera un indicio de admiración por el coraje de Zola.
En el aspecto político, la hostilidad es unánime, la forma de «J’accuse…!» es considerada ofensiva. El día de la publicación se toma la decisión por parte del gobierno de no reaccionar a los ataques.
El objetivo es rechazar una nueva batalla legal, la más peligrosa que se celebraría en la Audiencia, ante un jurado. Sin embargo, el diputado católico Albert de Mun desafió al gobierno durante todo el día 13 de enero, obligando al ministro de Guerra, el general Billot, y al entonces Presidente, Jules Meline, a posicionarse y a actuar contra Zola, lo que finalmente es resuelto al final del día.
En cuanto a los militares mencionados por el folleto de Emile Zola, la reacción es aún más dramática. El pánico es total, incluyendo a varios involucrados en el «l'Affaire» como Esterházy, quien trató de escapar. Este terror se calmó rápidamente en las mentes de los militares, que de inmediato comenzaron a preparar la respuesta legal.

### Consecuencias políticas y sociales

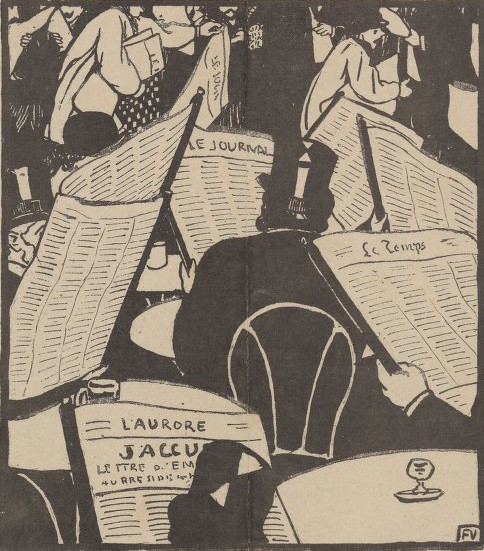
L'âge du papier, de Félix Vallotton. Aguafuerte publicado el 23 de enero de 1898 en el Cri de Paris.

#### Radicalización política
Inicialmente hay unanimidad política en la condena del "traidor Dreyfus" en 1894, pero a partir de allí el mundo político se divide gradualmente a partir de sucesivas revelaciones. Esta división en dos bandos radicalmente opuestos es una consecuencia de la publicación del folleto de Zola, y el proceso que sigue un mes más tarde.
La izquierda republicana experimenta un completo cambio de perspectiva, consciente de la evidencia de la manipulación política y militar. Al igual que Clemenceau o Jaures, muy hostiles a Dreyfus en 1894, muchas personas terminan siendo convencidas por los más ardientes defensores de que el capitán es inocente. Ellos se comprometen por lo tanto a la rehabilitación del capitán Dreyfus.
Pero a partir de esta división, la política de Francia se mantendrá permanentemente enfrentada en dos campos irreductibles. René Remond considera incluso que este caso es uno de los orígenes de la confrontación de derecha-izquierda, que sigue vigente hoy en día.

#### El compromiso de los intelectuales
La acusación periodística de Zola fue convincente. Muchos intelectuales firmaron a continuación, después de él, una "protesta" a favor de un nuevo proceso. Entre ellos, Anatole France, Georges Courteline, Octave Mirbeau o Claude Monet, también Charles Péguy, Lugné-Poe, Victor Bérard, Lucien Herr o Alfred Jarry. Las firmas fueron recogidas por estudiantes o jóvenes escritores como Marcel Proust.
Estas peticiones también reúnen a los principales científicos como Émile Duclaux, director del Instituto Pasteur. Se reúnen las peticiones de cuarenta escritores, de artistas, y de científicos de la Universidad, por un total de 1482 firmas.

#### El cuarto poder

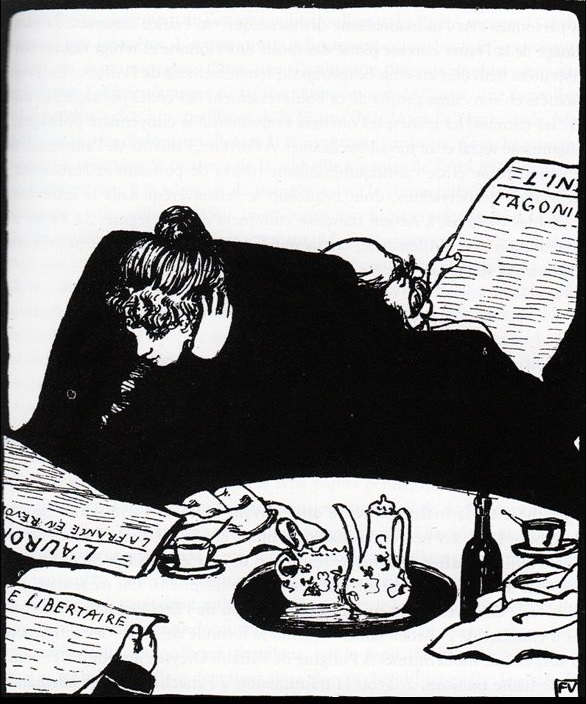
En famille de Félix Vallotton en Le Cri de Paris. La prensa llega a todos los franceses, es su medio de información disponible.

Habiendo ganado influencia durante una veintena de años, la prensa popular y de opinión alcanzó un nuevo hito con el escrito «J’accuse…!», convirtiéndose en contrapoder efectivo. Zola, periodista desde hacía mucho tiempo, utilizó esta herramienta de manera eficaz. Es asistido por miembros importantes de la prensa, como Vaughan, quien de inmediato se dio cuenta de la fuerza del "golpe de efecto" creado por Zola, y le dio entrada en los medios de distribución masiva para una gran circulación y una difusión de alta densidad. Ante los sucesivos fracasos ante el poder judicial, el ejecutivo y el legislativo, que no aceptaron el más mínimo cuestionamiento es un artículo violento, impreso en un pequeño diario de opinión, el que sin duda reactiva el caso Dreyfus y, de hecho dio lugar a un nuevo juicio en 1894. En estas circunstancias, es la primera vez que en una forma plenamente consciente y deseada por Emile Zola, se habla de una "forma revolucionaria para acelerar la explosión de la verdad y la justicia".
Aunque la prensa sigue siendo más del 90 % contraria a Dreyfus en 1899, « J’accuse…!» entró en la historia del periodismo como un ejemplo del poder de la prensa sobre la población y contra el abuso de poder. Pero la adhesión al gesto de Zola fue tardía; el reconocimiento general a su manifiesto se sitúa ya en la segunda mitad del siglo XX.

#### Creación de la Declaración de los Derechos Humanos
Ludovic Trarieux, diputado y senador de Gironda, es nombrado ministro de Justicia poco después de la degradación del capitán Dreyfus, el 26 de enero de 1895. Pronto se convenció de que las formas jurídicas no se respetaron durante las diferentes etapas del proceso judicial, y eso provocó la condena de Dreyfus y su encarcelamiento. Especialmente, Gabriel Hanotaux, ministro de Asuntos Exteriores, le pone al tanto de la existencia de un documento secreto (Ese sinvergüenza D..., llamado así porque contiene estas palabras) que en su momento se puso en conocimiento de los jueces pero no del acusado ni de sus defensores. Sin embargo, no tomó ninguna resolución al respecto, absorbido por los deberes de su ministerio.
Relevado de sus deberes ministeriales a finales de octubre de 1895, Trarieux fue el único senador que apoyó la interpelación de Auguste Scheurer-Kestner al gobierno de Jules Meline en el otoño de 1897 acerca del encarcelamiento de Dreyfus. Testigo crucial del juicio de Zola, ve la oportunidad de crear una organización para la defensa de las libertades individuales en Francia, inspirado en varios grupos humanistas (especialmente los creados en Gran Bretaña en la segunda mitad del siglo XIX).
Un resultado del juicio de Emile Zola es su inclusión en la primera reunión que sentó las bases para la futura Sociedad de los Derechos Humanos del hombre, el 25 de febrero de 1898. Esta sociedad nació oficialmente el 4 de junio de 1898, reuniendo a los intelectuales partidarios de Dreyfus más importantes en torno a su presidente, Ludovic Trarieux, quien permaneció como presidente de la Sociedad hasta su muerte, el 13 de marzo de 1904, dos años antes de la rehabilitación de Alfred Dreyfus.

### Consecuencias para Zola

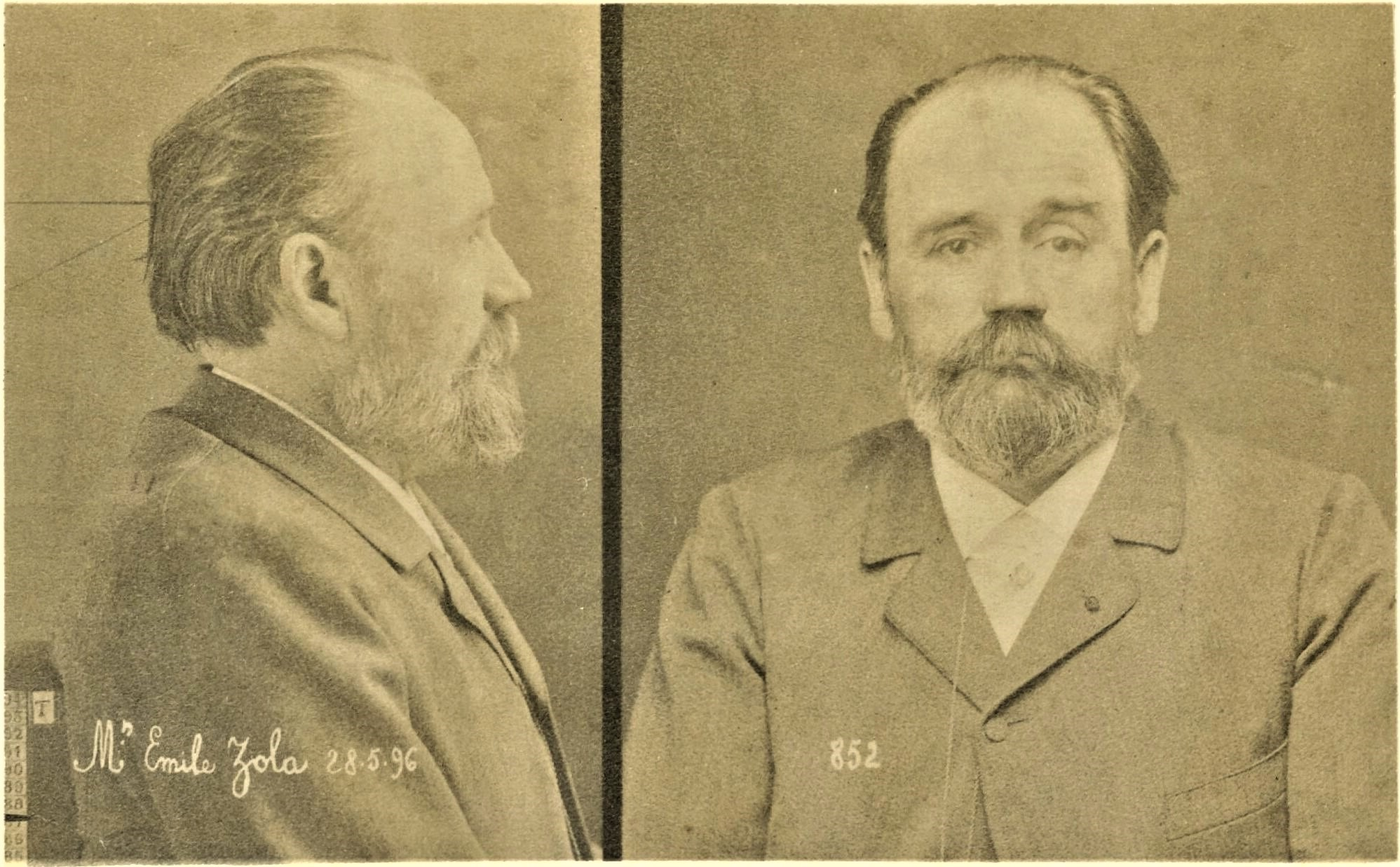
Fotografía antropométrica de Émile Zola (1896).

Zola recibió por su manifiesto amenazas de distintos tipos y sectores. Fue juzgado y condenado, y debió enfrentar el exilio. Semanas después se confirmó que el documento que se utilizó para comprometer a Dreyfus en el juicio era falso. El Tribunal Supremo, que había empezado a examinar de nuevo el expediente Dreyfus en junio, ordenó la revisión del caso.
Zola regresa de su exilio en junio de 1899 y el gobierno renuncia a tomar medidas contra él. Dreyfus es trasladado a Francia, se somete a un segundo juicio y de nuevo le condenan los tribunales militares, que no acceden a reconocer el error judicial que se cometió anteriormente. Hasta el 12 de julio de 1906 no obtendrá Dreyfus la rehabilitación en el ejército. Cuatro años antes, la noche del 28 al 29 de septiembre de 1902, Émile Zola muere misteriosamente asfixiado en su casa, debido a las emanaciones de una chimenea. Desde 1898, Zola había recibido numerosas amenazas de muerte, pero este «caso» nunca llegó a esclarecerse.
¡Yo acuso...! no solo fue un giro en la obra de Zola, sino también en la historia occidental y en su propia vida.

#### Insulto
Con "¡Yo acuso...!" Zola se convierte en el único blanco de la lucha contra Dreyfus. El aumento del movimiento a favor de Dreyfus, a partir de 1896, no había permitido a sus oponentes identificar un líder para hacerle objetivo de su venganza. La familia se había excluido, y a los primeros partidarios de Dreyfus (Forzinetti, Lázaro), simplemente se les había despreciado. El compromiso de Auguste Scheurer-Kestner había concentrado un nutrido fuego de la prensa nacionalista. Sin embargo, tienden a mantener el prestigio del político, Vicepresidente del Senado y de Alsacia, de ideario ultra-patriótico.

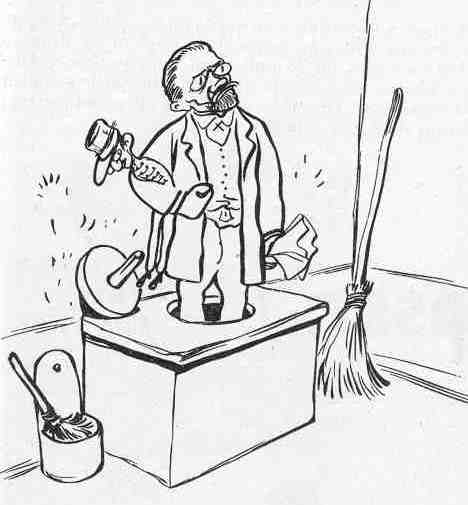
« Cu-cú, aquí está », caricatura de Caran d'Ache en Psst…!, 1898

Dichos ataques decidieron una intervención de Zola relativamente moderada en el diario Le Figaro.
Pero el compromiso del escritor con "¡Yo acuso...!" cambia completamente la situación en el contexto del caso Dreyfus. Los integrantes del movimiento anti-Dreyfus encuentran inmediatamente su objetivo, porque estiman que Zola encarna la imagen del oponente perfecto.
Célebre escritor, pero muy cuestionado, acusado de "pornografía", señalado y condenado por la Iglesia católica (incluyendo su obra Lourdes recién publicada), y odiado por la oficialidad del Ejército (que no le perdonó su novela La debacle), Zola representa a un apátrida, no creyente, opuesto a la guerra, y detestado por la población con su artículo "¡Yo acuso...!". Se trata de un "intelectual" que de la noche a la mañana se convirtió en el blanco predilecto de los anti-Dreyfus. Insultado, llamado «italianasse» caricaturizado en exceso (se le dedican cientos de artículos y de caricaturas; a veces aparecen incluso periódicos enteros), objeto de amenazas escritas y verbales, Zola recibe la ira de nacionalistas y racistas. Estas amenazas no cesan hasta la muerte del escritor en 1902.

#### La calumnia
La calumnia toma a Zola por sorpresa en la primera mañana de su segundo juicio, en mayo de 1898. François Zola (padre del escritor; Zola tenía seis años cuando fallece su padre), sufre un ataque periodístico puesto en marcha por Ernest Judet, editor de Petit Journal. Es el resultado de una campaña de prensa que pone en duda la honestidad de François Zola cuando fue miembro de la Legión Extranjera Francesa en 1830. El padre de Zola es abiertamente acusado de malversación de fondos y de ser expulsado de las fuerzas armadas por estos hechos. El objetivo es llegar a Zola a través de un ataque ad hominem, que toma al autor de la novela Les Rougon-Macquart como heredero del comportamiento de su padre, lo que sugiere "de tal palo, tal astilla" principio esgrimido para explicar su supuesta aversión al Ejército.
Zola se embarca en una investigación detallada de la vida de su padre, al que no conoció jamás. Desmantela punto por punto los argumentos del periodista nacionalista de una manera objetiva. También demuestra que los documentos en que se basa Judet son falsificaciones mediante tres artículos en L'Aurore del 23 de enero, 24 de enero y 31 de enero de 1900. Las falsificaciones se realizan en parte por el teniente coronel Henry, pocos meses antes de su suicidio.
De ello se deriva un juicio, en el que Zola es absuelto, después de haber tenido éxito en el establecimiento de las mentiras de los periodistas, y en el que se desprende que el Estado Mayor del Ejército está detrás de esta campaña en contra de Zola. Sin embargo, Zola dice que nunca se arrepentió de su compromiso. ¿Cuál fue el precio? Lo dejó escrito en sus notas: 

Mi carta abierta «J'accuse…!» fue lanzada como un grito. Calculé todo para que quedase dentro del texto de la ley; yo sabía lo que arriesgaba.

#### La condena

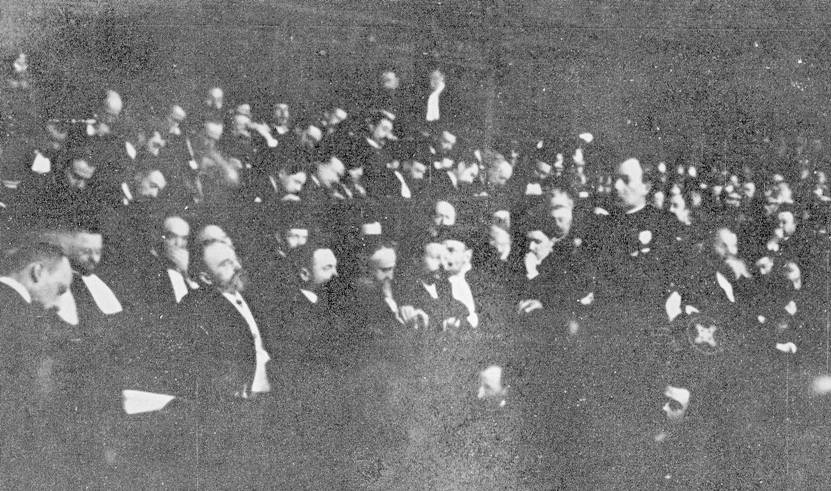
El 9 de febrero de 1898, durante de la segunda audiencia del proceso, el general Mercier declara ante Zola, que presta atención.

Al concluir su artículo, Zola exige un juicio ante la Audiencia para llegar a la verdad. Espera que el caso Zola sustituya al caso Dreyfus y al caso Esterhazy, cuya reapertura está prohibida después de ya haber sido juzgados. La indecisión es alta en el gobierno, que se muestra renuente a llevar al escritor ante los tribunales.
La primera actitud de los políticos y los militares, es abandonar. El riesgo es demasiado grande si se toman en cuenta las irregularidades descubiertas objetables al juicio de 1894. Pero durante todo el día del 13 de enero, Albert de Mun, diputado conservador, hizo que el gobierno adoptase una posición clara. Sucesivamente en la tarde, Jules Meline, Presidente del Consejo, y el general Billot, ministro de Guerra, anunciaron las demandas en la cámara de los diputados.

### Usos posteriores del término
- En 1913, el diputado mexicano Luis Manuel Rojas pronunció un discurso (Yo acuso...) frente a la Cámara de Diputados en contra del embajador estadounidense Henry Lane Wilson por haber propiciado las muertes del presidente y del vicepresidente de México, Francisco I. Madero y José María Pino Suárez.
- En 1915, el pacifista alemán Richard Grelling escribió un libro titulado J'Accuse! en el que condenaba las acciones del Imperio Alemán.
- En 1919, Abel Gance estrenó su película J'accuse como una declaración contra la Primera Guerra Mundial, lanzando a Gance a la fama internacional.
- En 1950, en el Domingo de Pascua, miembros del movimiento Lettrist proclamaron la muerte de Dios antes de la congregación de la Catedral de Notre Dame en París. Michel Mourre usó la frase "J'accuse" para proclamar lo que vio como la iniquidad de la Iglesia católica.
- En 1954, durante la controversia en torno a J. Robert Oppenheimer y a las acusaciones de que representaba un riesgo de seguridad para la Comisión de Energía Atómica, los periodistas Joseph y Stewart Alsop escribieron un artículo para la Harper's Magazine titulado "We Accuse!" (Nosotros acusamos), en el que defienden a Oppenheimer como la víctima del rencor mantenido por el director de la AEC Lewis Strauss por un hecho insignificante.[38]
- En 1982, Graham Greene declaró en su panfleto "J'Accuse — The Dark Side of Nice" que el crimen organizado floreció en Niza.
- En 1982, el editor de la revista Commentary Norman Podhoretz utilizó el título "J'Accuse" para un artículo culpando al antisemitismo por la crítica presuntamente excesiva sobre Israel durante la guerra entre Israel y Líbano.[39]
- En 1989, en el episodio "Acciones desesperadas en el cementerio" de la serie de televisión Allo, Allo, Lieutenant Gruber cuenta de sus encuentros con el fantasma del hermano de René: "Me despierto en la noche, al verlo al pie de la cama. Me señala con sus dedos, y dice, 'J'accuse! J'accuse!'", a lo que Helga responde, "¿Quién es este Jack Hughes?".
- En la película de 1995 Murder in the First, el abogado defensor Christian Slater hace el discurso de apertura en defensa del asesino en prisión Henri Young: "Señalo al guardián asociado Glenn, al guardián Humson, y a la institución conocida como Alcatraz y digo 'I accuse!'”
- En 1997, en Argentina: “Yo acuso al gobierno de (Carlos) Menem y (Eduardo) Duhalde de consentir la impunidad, de consentir la indiferencia de los que saben y callan”, fueron las palabras pronunciadas por Laura Ginsberg durante el tercer aniversario del atentado a la Asociación Mutual Israelita Argentina. Aquel mensaje había sido un claro señalamiento al gobierno nacional de entonces como encubridor de la conexión local que participó en el ataque a la mutual judía." (Página 12, Argentina)
- En octubre del 2000, el senador Teofisto Guingona de Filipinas pronunció un discurso de honor en el Senado titulado "I Accuse", acusando al entonces Presidente Joseph Estrada de permitir a amigos operar un ilegal juego de números de varios miles de millones de pesos llamado Jueteng. Esta acusación llevó a Estrada a ser sometido a juicio político en el 2001. El senador Guingona fue nominado y aprobado unánimemente por el Senado de Filipinas como el próximo Vicepresidente, lo que resulta en el ascenso de la Vicepresidenta Gloria Macapagal-Arroyo hacia la presidencia tras la renuncia de Estrada.
- En 2001, en el episodio de The West Wing llamado "Indios en el vestíbulo", Josiah Bartlet proclama "J'accuse!" a su esposa, antes de decir "mon petite fromage", sin saber que la llamó su pequeño queso.
- En 2003, en la "The President Wore Pearls", un episodio de la decimoquinta temporada de Los Simpson, Lisa postula a la presidencia de la sociedad estudiantil. Durante el debate presidencial, Lisa hace hincapié en la necesidad de la escuela por un profesor de francés que realmente hable francés, gritando al actual profesor de francés mientras exclamaba "J'Accuse, Monsieur Cochferberg!" a lo que él responde, "¿de qué está hablando?" en un crudo acento de Brooklyn.
- En 2003, New Directions publicó J'Accuse del poeta israelí Aharon Shabtai, una colección de poemas extraídos de dos colecciones diferentes, Politika y Artzenu y traducidos por Peter Cole.
- En 2008 el director de cine Peter Greenaway publicó un documental titulado Rembrandt's J'accuse. Se trata de una pieza complementaria a su película Nightwatching. Este ilustra la teoría de Greenaway de que la pintura de Rembrandt La ronda de noche deja pistas sobre el asesinato de algunos de los retratados.
- En 2010, la autora Naomi Wolf escribió un artículo llamado "J'Accuse: Suiza, Gran Bretaña, y la Interpol, insultan a las víctimas de violación a nivel mundial" sobre el tema de que Julian Assange es tratado por las autoridades de forma diferente que los otros hombres que presuntamente cometieron violación, y cómo esto no es justo para las mujeres que fueron violadas y que tratan de conseguir una investigación seria en sus casos, encontrándose a veces rechazadas por la justicia.[40]
- En 2011, el director ejecutivo del semanario egipcio Al-Ahram llamado Hani Sukrallah, publicó un artículo titulado "J'accuse" a raíz de la masacre de Alejandría del 2011 en la Víspera de Año Nuevo el cual dejó al menos 23 coptos muertos. En su artículo, él criticó la doble moral de los musulmanes moderados de Egipto por permitir que se desarrolle un entorno que podría permitir la muerte de cristiano egipcios.
- En 2011, la New York Times Magazine publicó un artículo sobre su participación con Wikileaks. Este incluía una ilustración de Eric Yahnker en el que se representaba el rostro de Julian Assange con la frase de "j'accuse j'assange" superpuesta en letra cursiva.[41]
- En 2012, el escritor, lingüista y colaborador de la revista L'Express de Francia Mickael Korvin, publicó un artículo titulado j'abuse, en referencia al "J'accuse", en el que elaboraba con mayor profundidad su argumento por la simplificación del idioma francés escrito.[42][43]
- En 2013, el político español Albert Rivera, presidente del partido Ciudadanos-Partido de la Ciudadanía, espetó susodicha frase al presidente de la comunidad autónoma catalana Artur Mas. Preocupado porque "en los últimos meses hay una escalada de señalar a aquellos que quieren una Cataluña en convivencia y unida al resto de España y de Europa ". Acusándole de instigar "pedagogía del odio" mediante la manipulación educativa. Así mismo le recordó que "la democracia se basa en el debate y en entender que en la sociedad hay opiniones diferentes." Tras la negativa de Artur Mas a cambiar su política, Albert Rivera finalizó su intervención con la siguiente frase "Lo acuso de todo lo que pueda pasar en Cataluña en un futuro".[44][45]